# Lacul Pețea (sit SCI)
Lacul Pețea este o arie protejată (arie specială de conservare — SAC, sit de importanță comunitară — SCI) din România, desemnată în scopul protejării biodiversității și menținerii într-o stare de conservare favorabilă a florei spontane și faunei sălbatice, precum și a habitatelor naturale de interes comunitar aflate în arealul zonei de protecție. Aceasta este situată în nord-vestul Transilvaniei, pe teritoriul județului Bihor.

## Localizare
Aria protejată se află în partea vestică a județului Bihor, pe teritoriul administrativ al municipiului Oradea și pe cel al comunei Sînmartin, în imediata apropiere a drumului național DN76.

## Înființare
Aria naturală a fost declarată sit de importanță comunitară prin Ordinul Ministerului Mediului și Dezvoltării Durabile Nr.1964 din 13 decembrie 2007 (privind instituirea regimului de arie naturală protejată a siturilor de importanță comunitară, ca parte integrantă a rețelei ecologice europene Natura 2000 în România) și se întinde pe o suprafață de 23,1 hectare. Situl a fost protejat și ca arie specială de conservare în mai 2022.
Lacul Pețea a fost desemnat ca sit Natura 2000 în scopul protejării biodiversității și menținerii într-o stare de conservare favorabilă a unor specii de floră și faună sălbatică, precum și a unui habitat de interes comunitar (Ape termale din Transilvania acoperite de lotus/drețe). Situl reprezintă o zonă naturală (constituită din ochiuri de apă - Lacul Pețea,  ecosistem acvatic termal unic în România; terenuri arabile cultivate; pășuni) încadrată în bioregiunea panonică a Crișanei. Acesta include rezervația naturală Pârâul Pețea.

## Biodiversitate
La baza desemnării sitului se află o gamă diversă de specii faunistice și floristice, dintre care unele protejate prin Directiva Consiliului European 92/43/CE din 21 mai 1992 (privind conservarea habitatelor naturale și a speciilor de faună și floră sălbatică) sau aflate pe lista roșie a IUCN.

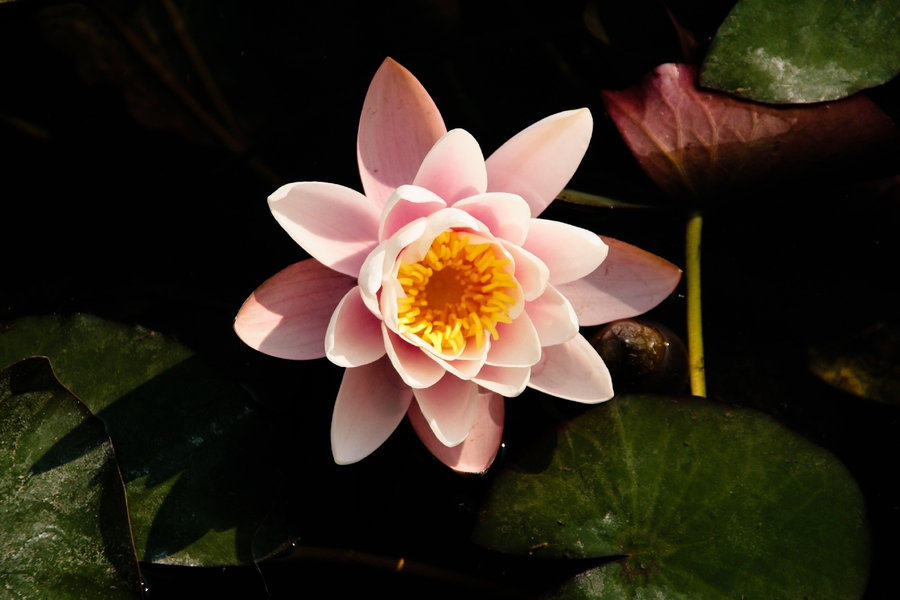
Nufăr termal (Nymphaea lotus var. thermalis)

Specii de faună protejată (mamifere, păsări, reptile, amfibieni, pești, scoici, melci, insecte): hârciog european (Cricetus cricetus), pescăraș albastru (Alcedo atthis), stârc de noapte (Nycticorax nycticorax), găinușă de baltă (Gallinula chloropus), șarpe de apă (Natrix tessellata), șarpe de casă (Natrix natrix), șopârla de câmp (Lacerta agilis),  gușter (Lacerta viridis), broasca țestoasă de baltă (Emys orbicularis), tritonul cu creastă (Triturus cristatus), tritonul comun transilvănean (Triturus vulgaris ampelensis), ivorașul-cu-burta-galbenă (Bombina veriegata), buhaiul de baltă cu burta roșie (Bombina bombina), brotacul-verde-de-copac (Hyla arborea),  broasca-roșie-de-pădure (Rana dalmatina), broasca mare de lac (Rana ridibunda), broasca de pământ (Pelobates fuscus), roșioară de Pețea (Scardinius racovitzai), zvârlugă (Cobitis taenia), dunăriță (Sabanejewia aurata), o scoică din specia Unio crassus (scoică-mică-de-râu, specie considerată cu risc ridicat de dispariție în sălbăticie și inclusă în lista roșie a IUCN), melcul carenat bănățean (Chilostoma banaticum), fluturele-tigru   (Callimorpha quadripunctaria), precum și o insectă (Mesovelia thermalis) rară, dintr-o specie endemică pentru această zonă.
În arealul sitului este semnalată prezența nufărului termal (Nymphaea lotus var. thermalis); element floristic rar care vegetează alături de alte specii de plante; printre care: crețușcă (Filipendula ulmaria), broscăriță (Triglochin palustris), piciorul-cocoșului-de-apă (Ranunculus aquatilis) sau buzdugan-de-apă (Sparganium erectum).

## Căi de acces
- Drumul național DN67 pe ruta Oradea - Sînmartin.

## Monumente și atracții turistice
În vecinătatea sitului se află câteva obiective de interes istoric, cultural și turistic; astfel:

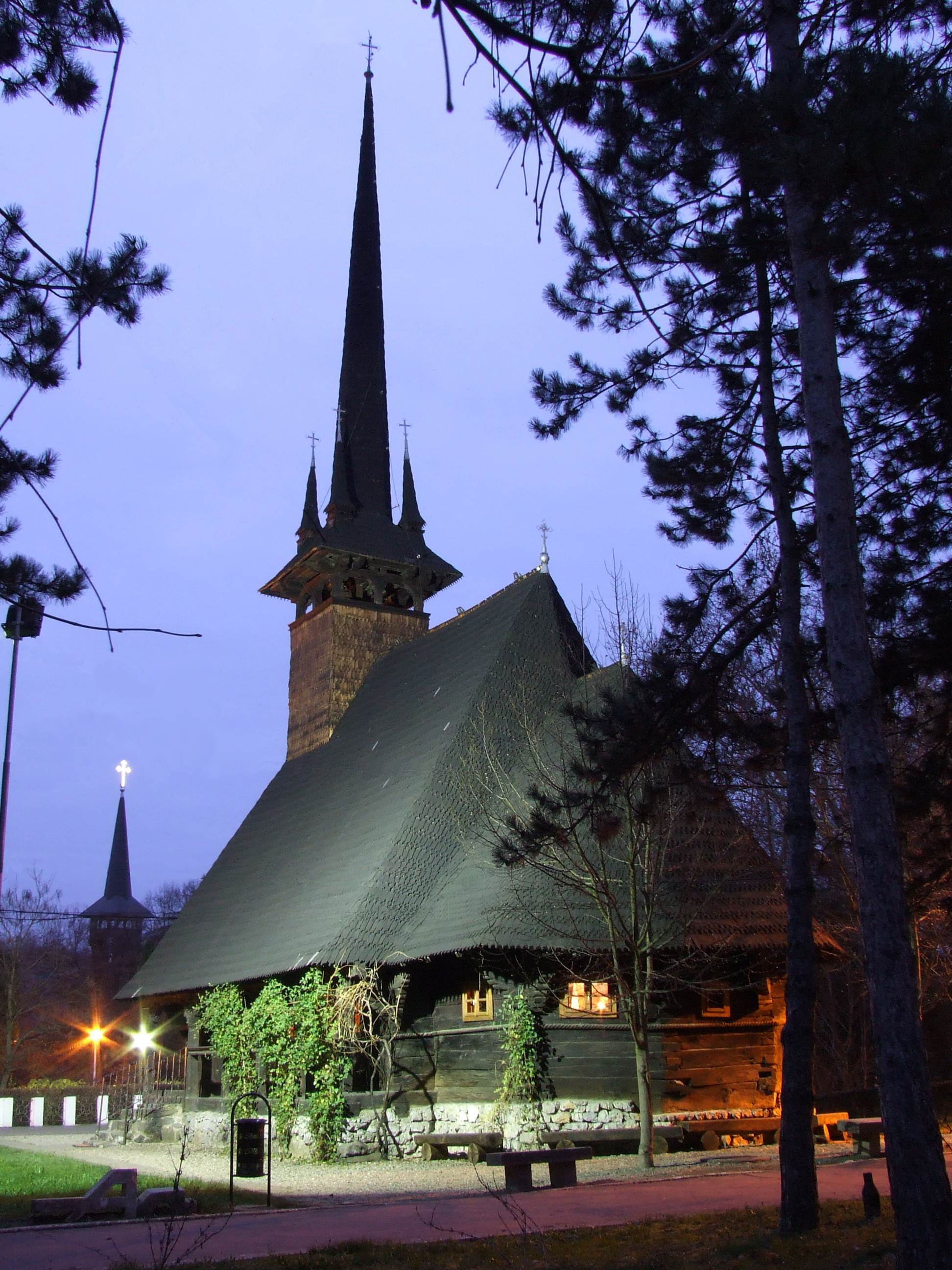
Biserica de lemn "Sf. Arhangheli" din Băile Felix

- Biserica de lemn "Sf. Arhangheli" din Băile Felix, construcție 1785, monument istoric.
- Biserica reformată din satul Fughiu, construcție secolul al XVIII-lea, monument istoric.
- Biserica de lemn "Sfinții Arhangheli Mihail și Gavriil" din Hidișelu de Jos, construcție 1730, monument istoric.
- Biserica ortodoxă "Nașterea Maicii Domnului" din Haieu, construcție secolul al XIV-lea(modificări 1857), monument istoric.
- Biserica ortodoxă din satul Rontău, construcție secolul al XV-lea.
- Biserica romano-catolică din Haieu, construcție secolul al XIX-lea și capela (construcție secolul al XIV-lea).
- Castelul Sînmartin (Fosta mănăstire Premonstratensă) din satul omonim, construcție 1784, monument istoric.
- Cazinoul din stațiunea Băile 1 Mai, construcție secolul al XX-lea, monument istoric.
- Stațiunea balneo-climatică Băile Felix.
- Ștrandul cu apă termală "Apollo" din Băile Felix, construcție 1917, monument istoric.
- Ariile protejate: Locul fosilifer de pe Dealul Șomleu (5 ha), Pârâul Pețea (4 ha), Pădurea cu narcise de la Oșorhei, Beftia.